# 领土型国家
领土型国家（英語：Territorial state）是自公元1000年起欧洲中世纪中期的典型国家及“其他大规模复杂组织，这类组织具有自古典时代以来未曾出现过的面积、稳定性、能力、效率和疆域。”早期领土型国家包括亨利二世的英格兰王国及12世纪诺曼人建立的西西里王国。